# نخل يوسف (مغوية)
نخل یوسف (بالفارسية: نخل یوسف) هي قرية تقع في إيران في هرمزغان. يقدر عدد سكانها بـ 95 نسمة .